# Aganope heptaphylla
Aganope heptaphylla är en ärtväxtart som först beskrevs av Carl von Linné, och fick sitt nu gällande namn av Roger Marcus Polhill. Aganope heptaphylla ingår i släktet Aganope och familjen ärtväxter. Inga underarter finns listade i Catalogue of Life.